# 아빠 만들기
《아빠 만들기》(Father Hood)는 미국에서 제작된 다렐 루트 감독의 1993년 코미디 영화이다. 패트릭 스웨이지 등이 주연으로 출연하였고 아낸트 싱 등이 제작에 참여하였다.

## 출연

### 주연
- 패트릭 스웨이지
- 할리 베리

### 조연
- 사브리나 로이드
- 브라이언 본설
- 마이클 아이언사이드
- 다이안 래드
- 밥 건튼
- 에이드리언느 바보우
- 지오건 존슨
- 마빈 J. 맥킨타이어
- 윌리엄 버밀러
- 바네사 마르케스
- 레이 드매티스
- 조쉬 루카스
- 카마 드 로스 리예스

## 기타
- 미술: 데이비드 마크험
- 의상: 돈 플레드